# غلوبولين ألفا

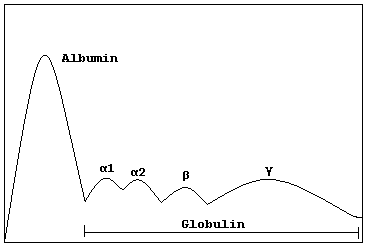
تمثيل تخطيطي لرحلان البروتينات

غلوبولينات ألفائية أو غلوبولينات ألفا (بالإنجليزية: Alpha globulins)‏ هي مَجموعة من البروتينات الكروية في بلازما الدم وهي كَثيرة التَنقل في المحاليل القلوية أو المشحونة كهربائياً. تَمنع هذه الغلوبولينات بَعض إنزيمات البروتياز في الدَم، حيثُ تُملك نشاط تَثبيطي مُهم.
يَبلغ الوَزن الذري لغلوبولينات ألفا حوالي 93 وحدة كتل ذرية.

## أمثلة

### غلوبولين ألفا 1
- ألفا 1-أنتيتريبسين
- مضاد الكيموتربسين-ألفا1
- أوروزوموكويد (حمض بروتيني سكري)
- مصل نشواني A
- بروتين شحمي

### غلوبولين ألفا 2
- هابتوغلوبين
- بروتينات بولية رئيسية
- جلوبولين ألفا2 الكبروي
- سيرولوبلازمين
- غلوبولين مرتبط بالثيروكسين
- مضاد البلازمين ألفا 2
- بروتين سي
- بروتين شحمي
- أنجيوتنسين